# Delia echinopyga
Delia echinopyga är en tvåvingeart som beskrevs av Masayoshi Suwa 1974. Delia echinopyga ingår i släktet Delia och familjen blomsterflugor. Inga underarter finns listade i Catalogue of Life.